# ABZÛ
『ABZÛ』（アブズ）は、アメリカのインディーゲームスタジオGiant Squidが開発し505 Gamesより発売された3Dアクションアドベンチャーゲーム。
プレイヤーはダイバーとなって深海へ潜り、多様な海洋生物の生息域や海底に築かれた遺跡を探索していく。作中には台詞やナレーションの類はなく、映像や音楽を通じて物語が表現される。

## ゲームプレイ
『ABZÛ』では、プレイヤーは広大な海を泳ぐダイバーになる。海面に浮かんでいるところで目を覚ましたダイバーは、動物や植物が溢れる海中の環境を探索し、古代技術や水没した遺跡を発見する。陸上の環境もわずかだが存在する。ゲームが進むにつれ、ダイバーは新たなエリアを開拓し、そのエリアの生態系を傷つけている力の秘密を追う。右トリガーで前進し、左スティックで方向を変え、右スティックでカメラの向きを変える。リズム良くボタンを押せば加速できる。水面に向かって加速すれば水面をジャンプすることもできる。イルカのヒレを掴んで乗ることもできる。
本作の舞台は大きく7つのエリア（チャプター）に分かれ、これを順番に進んでいく構成になっている。エリアの通路の所々は何らかの理由で塞がれており、辺りを探索し仕掛けを作動させるなどして解決を図ることになる。機雷を避けながら進むエリアもある。一部では急流に乗って強制的に先へ進む。
各エリアには瞑想をできる彫像が置いてあり、ダイバーがそこを調べると周囲を泳ぐ生物を観察することができる。また、特定の場所に配置されている貝殻を見つける収集要素もある。

## あらすじ
『ABZÛ』の物語は、言葉を使わず、広大な海を舞台にゲームプレイやカットシーンによって語られる。プレイヤーキャラクターは女性ダイバーだと言われている。海面に浮かんでいるところで目を覚まし、周囲の海の探索を開始する。海には遺跡や古代の壁画があり、とある古代文明が海と共生関係にあったことを示している。探索しているうちに、ホオジロザメに導かれて海底の井戸に辿り着くが、そこでダイバーが自分の体内にある青色のエネルギーを使って井戸を活性化させると、そのエリアの海で生命が復活する。青色のエネルギーの生命を生み出すという性質は必然的に、そのエネルギーが古代文明の人々から極めて価値のあるものとして認識されていたことを意味している。壁画によれば、そのエネルギーはかつては水瓶を使った原始的な方法で集められており、集めたエネルギーの一部を海へ返すことでバランスが維持されていたのだが、やがてピラミッドのような装置を使うことで強引かつ効率的にエネルギーを収集できるようになると、その発展が海洋のバランスを崩し、文明の滅亡をもたらした。最初のピラミッドに辿り着くと、ダイバーはホオジロザメがピラミッドを攻撃している場面を目撃する。ピラミッドの反撃によりダイバーとホオジロザメはダメージを受けてしまい、ダイバーがアンドロイドであることが判明する。ホオジロザメは瀕死の重傷を負い、ダイバーが慰めると死んでしまう。最後の井戸を活性化させた後、ホオジロザメが現れ、修復されたダイバーを最初のピラミッドへ導く。ダイバーはピラミッドを破壊し、海に生命が戻る。クレジットの間、ダイバーとホオジロザメは再生された海を一緒に泳ぐ。

## 開発
『ABZÛ』の原点は、2012年に発売されたThatgamecompanyによる独立系ゲーム『風ノ旅ビト』の開発だった。『ABZÛ』のクリエイティブディレクター、アートディレクターであるMatt Navaは、かつて『風ノ旅ビト』のアートディレクターを3年にわたって務めていた。『風ノ旅ビト』という砂漠を舞台にしたゲームを制作していたNavaは、自分が次に手掛ける作品では、もっと活気と生命に満ち溢れた世界を作りたいと考えていた。Navaはカリフォルニアでスキューバダイビングをした経験から刺激を受け、これも『ABZÛ』の設計に大きく反映されている。また、芸術的な方法で海洋を表現するゲームが大きく不足しているという状況を見て、これをチャンスだと考えた。NavaはThatgamecompanyを退社した後、2013年3月にゲーム開発会社Giant Squid Studiosを設立し、スタジオのホームページ上で「私たちは、美しく、有意義で、時代を超えた体験を幅広い人々に提供する芸術的なゲームの創造に努めます」という企業理念を発表した。Navaはスタジオを設立する前から『ABZÛ』の売り込み（Pitch）をしていた。Navaは、古代文化とその芸術作品に対する自分の愛情をゲームの要素として取り入れ、さまざまな古代文化の影響を受けながら『ABZÛ』の神話を制作した。
Giant Squid Studiosのチームは開発中に10人の規模に成長した。これは主に、ゲームプレイやグラフィックスなど、ゲーム設計のさまざまな側面を専門とするプログラマーたちで構成されていた。また、環境アーティストや、アニメーションキャラクターの制作を支援するテクニカルアーティストも働いていた。

### ゲームデザイン

#### 中東の影響
このゲームの題名はシュメール神話、特に海水の女神ティアマトと、淡水の神アブズが一体となって全ての生命を創造したという神話に由来している。Navaは以前から古代の文化に関する多くのドキュメンタリーを見たり本を読んだりしており、それらのアートワークや歴史に魅了されていた。そうした中で、シュメール神話やアッカド神話に登場する海のアプスーについて知り、その興味深い概念やユニークな言葉の虜となった。タイトルの『ABZÛ』はアプスーのシュメール語由来の表記「Abzu」とアッカド語由来の表記「Apsû」を組み合わせたもので、公式サイトでは「知の海（the ocean of wisdom）」を意味すると記載されている。中東の影響はゲームの建築様式にも及んでいる。『ABZÛ』の建造物は、単なる風景やプレイヤーの進行のための道具（例えばマリオが着地するためだけの足場）ではなく、それ以上の意味を持たせようとした。そのために、Navaと彼のチームは中東の建築様式を研究して理解することに最優先で取り組んだ。

#### 初期の研究
初期段階からの狙いは、ダイビングをシミュレートすることではなく、海を探索する夢のような感覚を作ることだった。研究の一環として、Navaは他の海洋シミュレーションゲームを試してみたが、それらのほとんどは「楽しい」ものではなかった。時間制限や空気ゲージを削除することで、自分のペースで探索できるようにした。2015年から、プレイヤーが周囲の海洋生物や環境を観察できる「瞑想モード」が追加された。このモードでは岩の上に座ってさまざまな魚を眺めることができ、眺めた後はモードを終了して再び泳ぐことができる。ゲームエンジンを選ぶとき、スタッフはまだMatt Navaしかいなかったので、ゲーム制作のツールと技術を備えた使いやすいプラットフォームが必要だった。Unreal Engine 4はこの時点ではまだかなり新しいものだったが、開発チームが当時利用可能だった他の開発ソフトウェアを精査したあと、最終的にUnreal Engine 4が選ばれた。開発チームはUnreal Engine 4の高度な開発ツールと拡張機能を両方使用して、魚群の挙動、植生アニメーション、水中照明などの独自の要素を組み込むことができた。Unreal Engine4を使うことで、エンジニアのDerek Cornishは水中探索のための独自システムを作ることができた。

#### 環境の制作
本作の美術様式の目的は、活気に満ちた水中世界を表現することだったが、圧倒的な量の魚群、海藻、サンゴ、粒子などが画面に表示されると、これがゲームの「読みやすさ」を損なってしまう恐れがあった。そのため、ゲームの美しさを維持しながら視覚ノイズを減らすために、様式化された見た目が採用された。環境の制作は最も困難な部分の1つで、環境を小規模な単位で柔軟に編集するためのカスタムツールの作成に多くの時間を費やした。このカスタムツールのおかげで素早いイテレーション（試行錯誤）ができるようになった。環境を制作するとき、NavaはThatgamecompanyで『Flower』を開発したときの経験を活かした。これは散発的に点在するインタラクション・ポイントがプレイヤーによって起動し、新しい生命などが発生するというものである。専任のアニメーターがいなかったので、ダイバーや魚、植生のアニメーションを作るために複数の技術を使う必要があった。ダイバーの骨格アニメーションは複雑な状態機械を介して実行され、海藻の植生はロープシミュレーションによる手続型モーションで作られた。魚のアニメーションは主に、数学的モーションとモーフターゲットポージングを組み合わせて作ったので、コストのかかる骨格リグを使う必要がなかった。

#### プレイヤーの操作
『ABZÛ』の開発で最も挑戦的だったことの1つがプレイヤーの操作系だった。開発者たちの目的は、海を泳ぐときの流れるような無重力的な感覚の実現だった。開発者たちはここでもスキューバダイビングから着想を得た。スキューバダイビングの中立浮力では、ダイバーは上昇も下降もしないが、これは多くのゲームの泳ぎ操作とはかなり異なっていた。またカメラ制御の問題にも取り組んだ。

#### 魚の制作
『ABZÛ』で見られる魚は、実在する海の生き物に基づいているが、実際の魚は見た目や動き方が非常に複雑だったので、その種の最も象徴的な要素を抽出し、あまり重要ではない要素を簡略化することで、生き物の本質が伝わるようにした。Navaによれば、生き物の種類は全部で約200種類ほどあり、画面には常時1万匹もの魚が表示されるという。そして、それだけの数、密度がないと本物の海のようには見えないのだと述べている。魚の泳ぎ方は、本物の魚の挙動と物理を直接モデル化したものである。魚の数はゲームの動作に問題をもたらしたが、プログラマーがゲームの見た目を損なうことなくそれぞれの魚のアニメーションを簡略化する手法を開発した結果、画面に表示する魚の数を10倍にすることができた。それぞれの魚には独自のAIがあり、環境の中にある他の種やオブジェクトに対して、その認識や相互作用のレベルが連鎖的に変化していく。これを作り出すために、開発チームはまず魚が壁を通過することなく泳ぎ回れるようにした。そして、それをベースに魚の振る舞いや相互作用をさらに拡張し、魚が群れを作ったり、捕食したりするようにした。最も難しかったのは、リアルなベイトボール（魚の球形の群れ）を作ることだったが、これは開発の終盤になってようやく完成した。開発者たちは、本来なら同じ場所にいないはずの様々な地域の魚を勝手に一緒にまとめたが、これはゲーム全体のテーマや参考にした神話と合致するものだった。とはいえ、サンゴ礁や深海など、生物群系については現実のバイオームを模倣した。

#### ホオジロザメ
Navaは自分のダイビング経験から、ゲームに食物連鎖の生態系を作り出したが、これはNavaにとって極めて重要なことだった。Navaはスキューバダイビングをするとき、海の美しさにただただ感動すると同時に、自分が主導権を握っているわけではないのでこの場所に尊敬の念を持つのだと語る。そして海の恐怖と、海の畏怖や尊厳の二面性が、私たちに深く語りかけるのだと述べる。Navaは海に対するこうした考えを『ABZÛ』で表現しようとした。この例として本作のホオジロザメを挙げることができる。Navaは、ホオジロザメが一般的に「ただの恐ろしい食べる機械（terrible eating machine）」として描写されることが多いと指摘した。しかし開発者たちはサメの多くの側面を表現することに興味があり、最初はただの典型的な悪者として描いた後でそれを覆すことで、サメを恐怖以上の存在として表現しようとした。

## 音楽
『ABZÛ』のサウンドトラックの作曲、指揮、制作は、かつて『風ノ旅ビト』や『The Banner Saga』を手がけたオースティン・ウィントリーが担当している。Navaがウィントリーに『ABZÛ』のコンセプトアートを最初に見せたとき、Giant Squid Studiosはまだ設立されていなかった。スタジオが設立されたとき、ウィントリーは企画に招待された。音楽は最初からインタラクティブで動的なものとして作曲された。ウィントリーはゲームをかなりの回数繰り返しプレイして、プレイヤーが経験するであろうことや、ゲームの雰囲気に最も合うものを把握する必要があった。かつて手がけた『風ノ旅ビト』の時と同様に、ウィントリーはメインテーマである「To know, water」を一番最初に作曲した。そしてそのテーマに基づいて、3年間の開発期間中にさらに楽曲が作られていった。2曲目以降の曲名は『エヌマ・エリシュ』（Enûma Eliš）の英訳から採用されたものか、または曲が再生されるステージに登場する海洋生物にちなんだものである。エンドクレジット曲のテーマは完全なアカペラで、歌詞は通常の速度で歌われた。
曲の楽器編成はハープだけを使った単純なものから始まり、のちに合唱が加わった。ロンドン合唱団（London Voices）による合唱セクションは、物語の精神的要素を表現するために使用された。歌詞は『エヌマ・エリシュ』の最初の10行部分が使われ、音節を引き延ばして各トラックに使うことで異質に聞こえるようにした。ハープと合唱だけでは不十分で、より多くの楽器が必要になり、最終的にはフルオーケストラが使用された。かつて手がけた『風ノ旅ビト』や『Assassin's Creed Syndicate』の楽曲と同様に、ウィントリーはアンサンブル・オーケストラと共にソリストを起用したが、このときソロを担当した楽器はオーボエだった。オーボエのソロはKristin Naigusが担当したが、彼はかつて『風ノ旅ビト』のカバー演奏をYouTubeへ投稿したことがあり、ウィントリーがその曲を聴いて衝撃を受けたため連絡を取ったのが採用のきっかけだった。序盤のステージの音楽は大幅に書き直され、推定で50分の音楽が破棄されて5分の音楽がゲーム内に残った。しかし後のエリアの曲はすぐにまとまり、ほぼ変更されていない。ダイバーのテーマは楽曲全体で繰り返されるライトモティーフを形成した。ウィントリーは『ABZÛ』のサウンドデザイナーであるSteve Greenと密接に協力し、『ABZÛ』の視覚的な物語と共に流れて機能する音楽ベースの物語を作り上げた。
公式サウンドトラックは2016年8月2日にBandcampとiTunesでデジタルアルバムとして発売された。物理メディア版は10月22日にVarèse Sarabandeから発売された。このアルバムに収録されている「Balaenoptera Musculus」という楽曲には、ゲーム内で使用されなかった長いパートが含まれているが、これはウィントリーがこの部分を気に入っていたため収録された。音楽評論家はこのサウンドトラック・アルバムに対しておおむね好意的だった。このサウンドトラックはのちに2017年のGame Audio Network Guildの「Best Original Soundtrack Album賞」を受賞した。また2017年のBAFTA Games Awardsの音楽部門にも推薦されたが、受賞したのは『Virginia』だった。『ABZÛ』の仕事によって、ウィントリーは2016年の国際映画音楽批評家協会賞の「Best Original Score for a Video Game or Interactive Media」を受賞し、去年に続いて二度目の受賞となった。また、このサウンドトラックはHollywood Music in Media Awardsの「Original Score – Video Game」部門にも推薦された。ゲーム批評家たちは全員一致でこのサウンドトラックを称賛し、『風ノ旅ビト』のサウンドトラックと比べて好意的に評価した。
| #         | タイトル                                              | 作詞  | 作曲・編曲 | 時間  |
| --------- | ----------------------------------------------------- | ----- | ---------- | ----- |
| 1.        | 「To know, water」                                    |       |            | 1:58  |
| 2.        | 「Heaven Was Not Named」                              |       |            | 1:28  |
| 3.        | 「Seriola Lalandi」                                   |       |            | 3:16  |
| 4.        | 「And the Earth Did Not yet Bear a Name」             |       |            | 2:51  |
| 5.        | 「Delphinus Delphis」                                 |       |            | 4:51  |
| 6.        | 「No Field Was Formed」                               |       |            | 1:51  |
| 7.        | 「Caranx Ignobilis」                                  |       |            | 2:10  |
| 8.        | 「Myliobatis Aquila」                                 |       |            | 3:30  |
| 9.        | 「No Destinies Ordained」                             |       |            | 2:08  |
| 10.       | 「Balaenoptera Musculus」                             |       |            | 3:57  |
| 11.       | 「Architeuthis」                                      |       |            | 0:59  |
| 12.       | 「Chaos, the Mother」                                 |       |            | 4:52  |
| 13.       | 「Arandaspis Prionotolepis」                          |       |            | 4:19  |
| 14.       | 「Elasmosaurus Platyurus」                            |       |            | 3:22  |
| 15.       | 「Ichthyosaurus Communis」                            |       |            | 2:01  |
| 16.       | 「Osteoglossum Bicirrhosum」                          |       |            | 1:15  |
| 17.       | 「Their Waters Were Mingled Together」                |       |            | 10:13 |
| 18.       | 「Then Were Created the Gods in the Midst of Heaven」 |       |            | 3:49  |
| 合計時間: | 合計時間:                                             | 58:57 |            |       |

## 発売
本作は2014年のElectronic Entertainment Expo（E3）で初めて発表された。その後、2016年のE3でプレビュー版が公開された。2016年8月2日、PlayStaion 4とSteam上で本作のデジタル版が発売された。その後、2016年12月6日にXbox Oneでもデジタル版が発売された。2017年1月31日には、PlayStation 4とXbox Oneで物理メディア版が発売された。日本では、PS4版が2018年2月7日に発売された。2018年11月29日、Nintendo eShop上でNintendo Switch版が発売され、その後、日本でもSwitch版が2020年2月27日に発売された。また、2020年10月20日にクラウドゲームプラットフォームAmazon Lunaの早期アクセス版にも収録された。いずれのバージョンも505 Gamesから販売された。

## 評価
- 2016ハリウッド・ミュージック・イン・メディア・アワード（英語版） 「Original Score - Video Game」ノミネート[38]
- Movie Music UK Awards 2016 「Best Video Game Score」ノミネート
- 2016 IFMCA（英語版） Awards 「Best Original Score for a Video Game or Interactive Media」受賞[39]
- 第20回D.I.C.E. Awards 「Outstanding Achievement in Original Music Composition」ノミネート[40]
- 第15回G.A.N.G. Awards 「Music of the Year」「Best Original Soundtrack Album」「Best Original Vocal Song - Choral」受賞、「Best Original Instrumental」「Best Audio Mix」ノミネート[41]
- 第13回英国アカデミー賞ゲーム部門（英語版） 「Artistic Achievement」「Music」ノミネート[42]